# Martin Garrix
Martijn Gerard Garritsen (/gæɹɪks/; Amstelveen; 14 de mayo de 1996), conocido por su nombre artístico Martin Garrix, es un DJ, remezclador y productor discográfico neerlandés. Fue considerado el mejor DJ del mundo durante tres años consecutivos, 2016, 2017 y 2018, por la revista DJ Mag.
Alcanzó el reconocimiento internacional gracias a su canción «Animals», lanzado el 17 de junio de 2013, bajo la discográfica Spinnin' Records. La canción alcanzó el puesto #1 en Bélgica y en Reino Unido, y el puesto #3 en Irlanda. En 2016 fundó la compañía discográfica STMPD RCRDS tras romper con Spinnin' Records por una disputa legal sobre los derechos de propiedad de su música.

## Vida personal
Martijn Garritsen nació el 14 de mayo de 1996, en Amstelveen, un municipio de los Países Bajos. Allí vivió con su padre Gerard Garritsen, su madre Karin Garritsen y su hermana menor, Laura Garritsen.
Aprendió a tocar la guitarra a los 8 años de edad, y en 2004 expresó su interés por la música electrónica después de ver a Tiësto realizar una presentación en los Juegos Olímpicos de Atenas. Tomó como inspiración el sencillo «Traffic», que lo impulsó a descargar un programa especializado en la producción llamado FL Studio, el cual le permitió empezar a componer.
A los 12 años de edad, comenzó a tocar en los cumpleaños de sus padres con el alias DJ Marty. Finalizó sus estudios en la Academia Herman Brood, una escuela de producción musical situada en Utrecht donde conoció a su amigo Julian Jordan.

## Carrera musical

### 2012: Inicios
En el mes de abril de 2012, lanzó junto a Sleazy Stereo el sencillo «ITSA». Su primer sencillo en solitario fue lanzado en el mes de septiembre titulado como «Keygen». Su primera canción junto a su amigo Julian Jordan fue «BFAM», cuyo nombre es la abreviatura de Brothers From Another Mother, en español, «Hermanos de otra madre».
Su remix de la canción «Your Body» de Christina Aguilera, fue incluida en la versión deluxe del álbum Lotus. Como último sencillo de 2012, colaboró por primera vez con el productor Jay Hardway, lanzando el sencillo «Registration Code». En ese mismo año, Garrix ganó el premio DJ Talent Of The Year de la radio neerlandesa SLAM! FM.

### 2013−2014: Consagración
En febrero de 2013, lanzó «Torrent», una coproducción con Sidney Samson publicada por el sello discográfico de Tiësto, Musical Freedom. El 18 de marzo lanzó su segunda colaboración con Jay Hardway titulada como «Error 404». En el mes de mayo, Garrix lanzó junto a TV Noise su sencillo titulado como «Just Some Loops». El 17 de junio publicó su sencillo «Animals», con el que logró ser el artista más joven en alcanzar la primera posición de los más vendidos en el portal Beatport; además, la canción también aparece en el recopilatorio de Hardwell, Revealed Volume 4. El 30 de septiembre, Garrix lanza un remix de la canción «Project T» de Sander van Doorn y Dimitri Vegas & Like Mike que rápidamente alcanzaría el número 1 en las listas de Beatport.

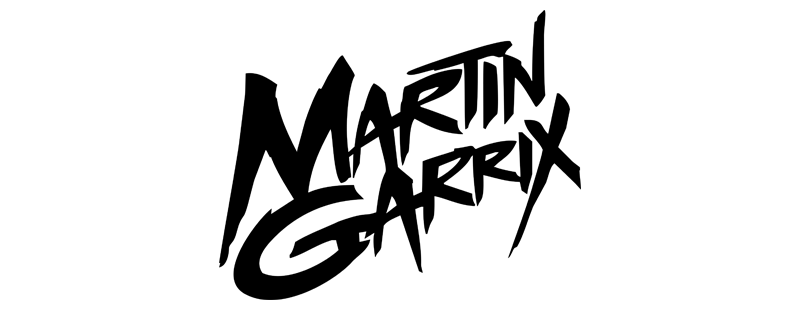
Logotipo de Martin Garrix desde 2012 hasta 2014.

En noviembre de 2013, firmó con Scooter Braun Projects (más tarde School Boy Records). Con tan solo 18 años de edad, ingresó directamente al puesto #40 en la encuesta anual Top 100 DJs realizada por la revista DJ Mag. El 4 de noviembre, bajo el alias de GRX, lanzó junto a Bassjackers su sencillo titulado como «Gamer». En diciembre se publicó la continuación de «Animals», titulada «Wizard», en la cual colaboró por tercera vez con Jay Hardway. Como último lanzamiento de 2013, en el mes de diciembre, bajo el alias GRX sacó su colaboración con Cesqeaux junto a Yellow Claw, titulado como «Psycho».
En febrero de 2014, Martin Garrix lanzó junto a Firebeatz su colaboración titulada como «Helicopter». Ese mismo año actuó en el Ultra Music Festival de 2014, donde tocó nuevos temas incluyendo colaboraciones con Dillon Francis y Afrojack, que fueron lanzados a lo largo del año. En marzo lanzó «Proxy» como descarga gratuita en SoundCloud; además, el mismo mes bajo su alias GRX, colaboró con Shermanology en «Can't You See». En abril, junto alos hermanos Dimitri Vegas & Like Mike, lanzó «Tremor», himno oficial del evento Sensation en 2014.
En julio de 2014, lanza su primer extended play titulado como Gold Skies. En agosto lanzó «Turn Up The Speakers» con Afrojack, sencillo que, fue presentado en el Ultra Music Festival. El 13 de octubre, Garrix y MOTi lanzaron su colaboración titulada como «Virus (How About Now)». Como último lanzamiento de ese año, Garrix junto a Dillon Francis, lanzarían «Set Me Free», canción que fue incluida en el álbum de Dillon, Money Sucks, Friends Rule.

### 2015: Nuevo estilo y salida de Spinnin' Records
En 2015, experimentó con el progressive house y comenzó a producir con ese nuevo estilo. En febrero lanza «Forbidden Voices», como un regalo por los diez millones de likes en su cuenta de Facebook, y el sencillo «Don't Look Down» junto al cantante Usher, del cual se produjeron dos versiones de vídeo en VEVO: Towel Boy y Towel Girl; la canción alcanzó el tercer puesto en la lista Billboard Hot 100. También estuvo trabajando con Ed Sheeran en una canción llamada «Rewind, Repeat It» que se escuchó en el Ultra Music Festival de 2015 y una segunda versión que fue tocada en el Ultra Music Festival de 2016. En 2017, Garrix afirmó en una entrevista que debido a problemas entre los sellos discográficos era probable que la canción nunca fuese lanzada.
A lo largo de 2015, colaboró con varios artistas: publicó «The Only Way Is Up» junto a Tiësto, la canción se llama así por su aparición en un comercial de la famosa marca de bebidas 7 Up; escribió y coprodujo «Waiting For Love» de Avicii; «Dragon» y «Break Through The Silence» junto a los disc-jockeys Matisse & Sadko, ambas incluidas en el EP Break Through The Silence; un remix de la canción «Can't Feel My Face» de The Weeknd, el cual había sido tocado previamente en Tomorrowland 2015; también lanzó «Poison» de forma gratuita, y seguido de esto «BouncyBob» que había coproducido con Justin Mylo y Mesto, también distribuida de forma gratuita.

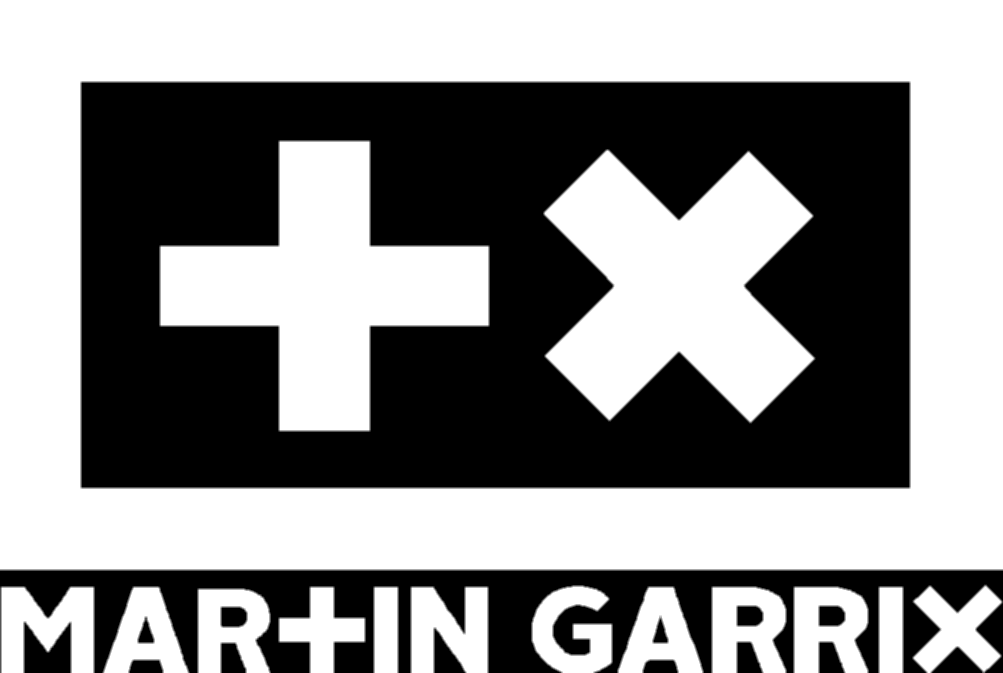
+× es publicitada como la firma de Martin Garrix desde 2015.

El 26 de agosto de 2015, Martin Garrix anunció en sus redes sociales que había puesto fin a sus acuerdos con las empresas Spinnin' Records y Music AllStars Publishing, debido a un conflicto sobre los derechos de autor de su música. Uno de los puntos del conflicto era su primer gran éxito, «Animals», que Garrix lanzó cuando tenía 17 años y carecía de experiencia en la negociación del contrato, por lo que le llevó a demandar a su entonces representante, Eelko van Kooten, quien trabajaba para la agencia de representación Music AllStars y al mismo tiempo para la discográfica Spinnin' Records. En noviembre anunció que estaba creando su propio sello discográfico. El 2 de diciembre, mediante un comunicado, Garrix anunció que había retirado parte de la demanda contra Spinnin' Records al haber llegado a un acuerdo por el cual, volvía a tener los derechos de todas sus canciones, pero que Spinnin' mantendría por un tiempo limitado, cuya duración no ha sido revelada, una licencia de distribución de aquellos anteriores a agosto de 2015.

### 2016: Fundación de STMPD RCRDS y AREA21

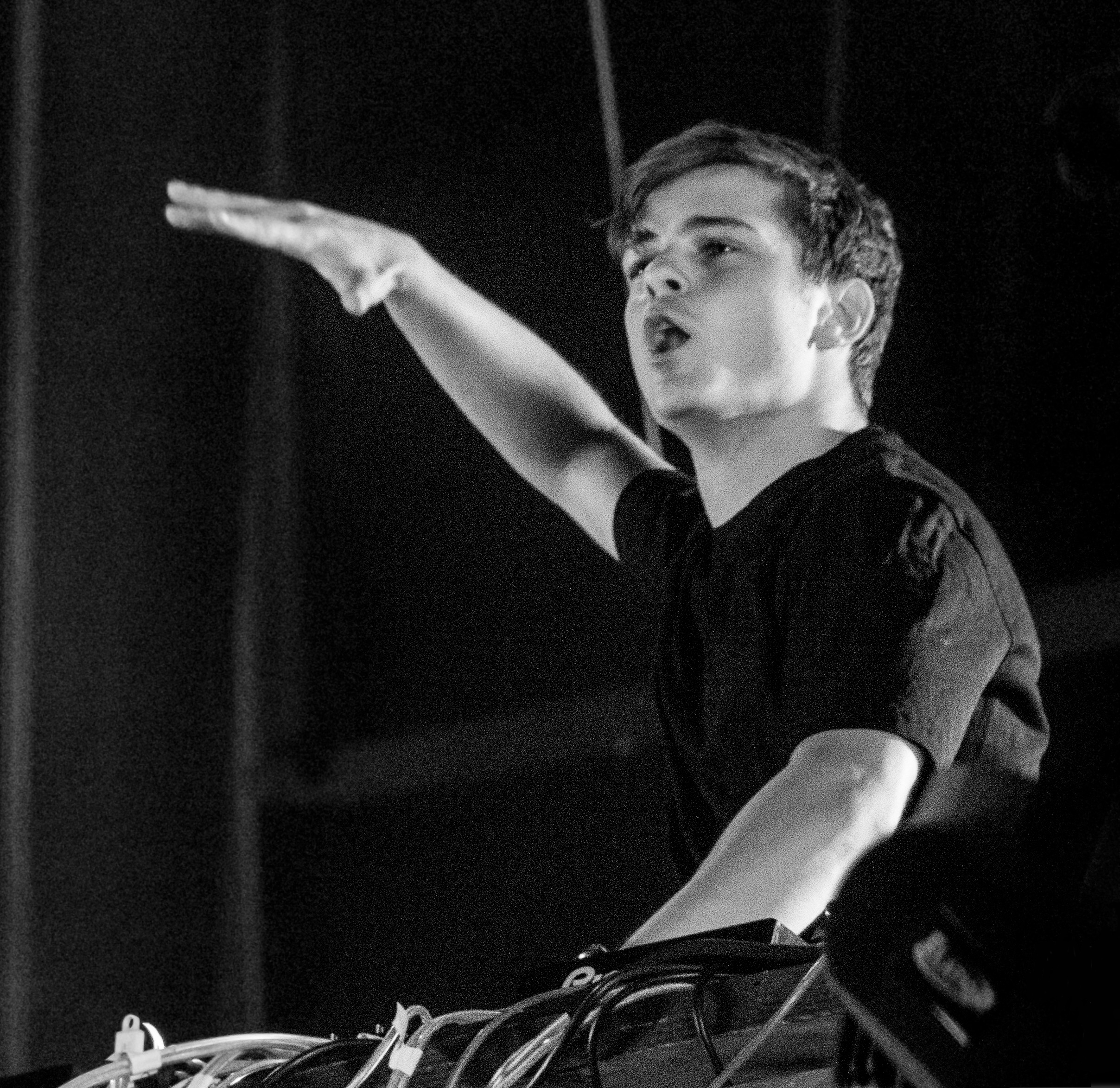
Martin Garrix en el VELD Music Festival de 2016.

En marzo de 2016, Garrix anunció su nuevo sello discográfico llamado STMPD RCRDS y declaró que quiere que sea una plataforma para artistas de varios géneros. La primera canción del sello fue «Now That I've Found You», lanzada el 11 de marzo, después de haber sido tocada en vivo en EDC México; la canción cuenta con las voces de los suecos John Martin y Michel Zitron. También en marzo, participó en el Ultra Music Festival donde presentó nuevas canciones, incluyendo colaboraciones con Jay Hardway, Julian Jordan, Ed Sheeran y Bebe Rexha. También tocó «Spaceships» de AREA21, grupo musical cuyos miembros durante mucho fueron un secreto, los rumores apuntaban a Martin Garrix junto a Maejor o Asher Roth. En marzo de 2017, se confirmó que los integrantes eran Garrix y Maejor. El 13 de junio, Garrix lanzó su sencillo «Oops», himno de la conferencia de videojuegos Electronic Entertainment Expo (E3) de 2016.
En julio de 2016, Garrix firmó un contrato con la disquera Sony Music y publicaron el sencillo «In The Name Of Love» en colaboración con la cantante estadounidense Bebe Rexha. El 22 de agosto, hizo su primera actuación en vivo con instrumentos acústicos, tocando «In The Name Of Love» junto a Bebe Rexha y la banda The Roots en el programa estadounidense The Tonight Show Starring Jimmy Fallon.
El 14 de octubre de 2016, una semana antes del Amsterdam Dance Event, Garrix sorprendió a sus seguidores anunciando que lanzaría siete sencillos durante una semana, uno por día, como agradecimiento a sus fanes por el gran año que le habían dado. Las canciones publicadas durante esa semana fueron más tarde recopiladas en el EP Seven, publicado el 28 de octubre de 2016.
El 19 de octubre de 2016, Garrix fue nombrado el DJ número uno del mundo por la revista DJ Mag, por delante de Dimitri Vegas & Like Mike y Hardwell, convirtiéndose así en el DJ más joven hasta la fecha en conseguir ese premio. El trofeo se lo entregó el DJ & productor holandés Tiësto durante la fiesta Top 100 DJs Poll Awards Party, la fiesta de apertura del Amsterdam Music Festival de 2016.
Se anunció que Garrix participaría junto a Carl Cox en un documental sobre EDM titulado What We Started, que trata sobre los treinta años de historia de la música EDM centrándose en las carreras de ambos artistas. El documental es coescrito, producido y dirigido por Bert Marcus, acompañado por el productor ejecutivo y supervisor musical Pete Tong.
El 6 de noviembre, Garrix ganó los premios «Mejor artista electrónico» y «Mejor actuación world stage» en los MTV Europe Music Awards 2016. Actuó durante la ceremonia junto a Bebe Rexha con su éxito «In The Name Of Love».

### 2017−2018: Grandes colaboraciones
El 27 de enero de 2017, Garrix lanzó en colaboración con la cantante Dua Lipa, llamada «Scared To Be Lonely», que llegó a ser disco de oro en varios países. En marzo, ambos artistas interpretaron la canción en The Tonight Show Starring Jimmy Fallon. Del sencillo se han publicado doce remixes editados en dos recopilatorios. En abril, lanzó en colaboración con Brooks titulada «Byte», anteriormente escuchada en el Ultra Music Festival de Miami y colaboró por primera vez con Troye Sivan, quien más tarde se unió a él en el escenario, para su actuación en el Festival de Música y Artes de Coachella Valley con la canción «There For You».

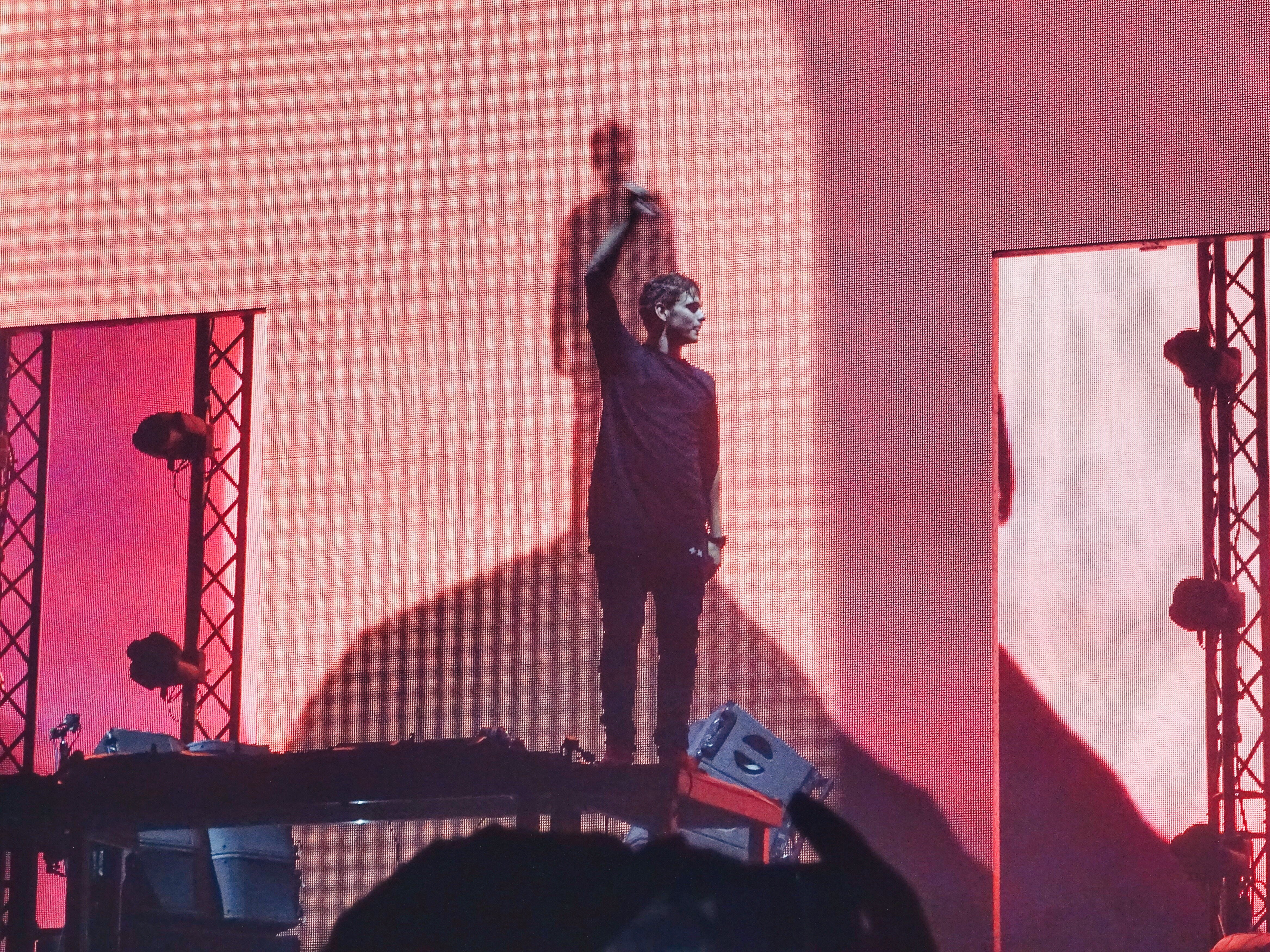
Martin Garrix durante el World Club Dome Winter Edition de 2017.

Martin Garrix fue la imagen de la campaña de otoño de Armani Exchange, siendo uno de los pocos DJs reconocidos internacionalmente que participa como modelo. En el festival Tomorrowland debutó bajo un nuevo alias, Ytram (Marty escrito al revés), con música de estilos deep house y tech house. También tocó por primera vez «Pizza» y «So Far Away», junto a David Guetta, sencillos que se publicaron el 25 de agosto y el 1 de diciembre respectivamente.
Por primera vez, apareció en la lista de Forbes de «Los DJs mejor pagados del mundo» de 2017. En septiembre, salió la sentencia de la demanda que Garrix interpuso contra Spinnin' Records y Music AllStars, favorable hacia el artista, que vuelve a disponer de los derechos de varios de sus temas, entre ellos «Animals».
El 13 de octubre, publicó «Boomerang», su segunda colaboración con Brooks, bajo el sello STMPD RCRDS y utilizando su antiguo alias GRX. Cuando en julio tocó junto a David Guetta la canción «So Far Away» en el festival Tomorrowland, esta tenía la voz de Ellie Goulding; pero en noviembre, mientras promocionaba la canción, reveló que Goulding ya no aparecía en la canción porque no quería publicarla. Goulding respondió que los problemas se debían de haber tocado la canción antes de que su equipo de representantes y casa discográfica pudiesen escuchar la versión final y que era falso que ella no quisiera lanzarla. Finalmente, la canción fue publicada en diciembre con las voces de Jamie Scott y la de la cantante original de la demo, Romy Dya.
En 2018, volvió a ser nombrado por la revista DJ Mag como el mejor DJ del mundo. En febrero de 2018, participó en la ceremonia de clausura de los Juegos Olímpicos de Pieonchang en el Estadio Olímpico de Pieonchang en Corea del Sur, interpretando entre otras «Animals», «Forever», «Together», «Pizza» y «Like I Do». Garrix fue DJ residente en Ushuaïa Ibiza Beach Hotel durante los meses de julio y agosto de 2018 y desde agosto también en Hakkasan Nightclub, Omnia Nightclub y Wet Republic Dayclub de Las Vegas.
En el mes de febrero, lanzó junto a Maejor (bajo el alias como dúo AREA21) su quinta colaboración titulada como «Happy», y después de esto, lanzó «Like I Do», donde había sido tocado por primera vez en Timeout 72 Goa de 2017, sencillo vendría a ser su segunda colaboración con David Guetta y tercera con Brooks y, seguido de esto, vendría a ser incluido en el álbum de Guetta titulado como 7. En mayo publicó el sencillo con el productor Loopers, titulado por los fanes como «Game Over», y entre junio y septiembre lanzó varias colaboraciones: «Ocean», con Khalid; «High On Life», con Kristoffer Fogelmark (acreditado como Bonn); «X's», bajo su alias GRX, con CMC$ e Icona Pop; y por último, «Burn Out», con Justin Mylo, en colaboración con la marca Axe. Se anunció en las redes sociales que Garrix lanzaría cinco canciones en cinco días, de manera similar a los lanzamientos individuales del EP, Seven en 2016. Todas las canciones formarían parte del EP, BYLAW. En diciembre lanzó junto a Julian Jordan el sencillo titulado por los fanes como «Glitch».

### 2019−2020: Descanso y anuncio de nuevo álbum de AREA21
En febrero de 2019, actuó en el festival de dos días Ultra Music Festival realizado en Sídney y Melbourne. En marzo encabeza el cartel de Tomorrowland Winter 2019 en Francia y un nuevo Ultra Music Festival en Miami. A finales de marzo se confirmó que Garrix volverá a ser DJ residente Ushuaïa Ibiza los meses de julio y agosto. Sin embargo, en junio tuvo que cancelar sus conciertos para ese mes debido a una lesión de tobillo durante su concierto del 25 de mayo en Las Vegas.
Entre los sencillos lanzados en 2019, se encuentran: «No Sleep» junto a Bonn; «HELP» con Maejor, bajo el alias AREA21; «Mistaken» con Matisse & Sadko junto a Alex Aris; «Summer Days» junto a Macklemore y Patrick Stump del grupo Fall Out Boy; «These Are The Times» junto a JRM; y «Home» nuevamente junto a Bonn. En noviembre del mismo año, lanzó con el cantante australiano Dean Lewis, su sencillo «Used To Love», consiguiendo más de dos millones de visitas en tan solo 24 horas en YouTube. Y para finalizar 2019, «Hold On», con Matisse & Sadko junto a Michel Zitron.
El 27 de febrero de 2020, lanzó una canción con el artista noruego Clinton Kane llamada «Drown» y también anunció su colaboración con la banda OneRepublic. Debido a la situación pandémica del COVID-19, Martin Garrix se vio obligado a cancelar todos sus shows para ese año, y decididió no hacer ningún tour hasta que no hubiera una cura para el virus.
En marzo, hizo un livestream explicando que es lo que pasará con la canción de la Eurocopa 2020 y anunció su nueva colaboración con el cantautor sueco John Martin, titulada «Higher Ground», la cual sería una continuación de su canción junto a Bonn, «High On Life». También anunció que sacaría nuevos temas bajo su alias de deep house/tech house llamado Ytram, y que tendría unos planes muy grandes para el proyecto que tiene con el artista Maejor, AREA21. En el mes de abril, hizo un liveset, tocando su nueva colaboración con John Martin, y días más tarde, el 17 de abril, lanzó su segunda colaboración con el artista francés Florian Picasso bajo su alias GRX, llamado «Restart Your Heart», la cual ya fue tocada en el Ultra Music Festival de 2019. En el mes de mayo, lanzó los remixes de «Drown», y también sacó un nuevo liveset, tocando por primera vez su primer sencillo bajo el alias Ytram y una nueva colaboración con el dúo holandés DubVision.
En el mes de julio, lanzó su primer sencillo bajo el alias de Ytram, en colaboración con el artista indonesio Bleu Clair, llamado «Make You Mine». En su set de Tomorrowland 2020, tocó por primera vez su colaboración con el artista inglés Elderbrook, y mucha música inédita de su discografía STMPD RCRDS. Para finalizar agosto, sacó los remixes de «Higher Ground». En el mes de septiembre, lanzó oficialmente su colaboración con Elderbrook llamada «Fire», bajo el alias de Ytram, también habló con un grupo de fanáticos explicándoles que el decidió centrarse en su vida y dejar por un momento la industria musical de lado.
En noviembre, confirmó un álbum para AREA21 la cual sería estrenada en marzo del próximo año. Este álbum tendría un videoclip oficial por canción, la cual sería en formato caricatura. Garrix confirmó que su disquera estaba trabajando duro en este proyecto. Como sorpresa, en diciembre lanzó una canción sin previo aviso bajo el alias de Ytram junto a Citadelle llamada «Alive», además que tocó mucha música inédita en su set de año nuevo para Tomorrowland.

### 2021−2022: EURO 2020 y álbum debutSentio

#### 2021
El 6 de febrero, Garrix lanzó una colaboración titulada "Pressure" con la cantante y compositora sueca Tove Lo.
En el mes de marzo Garrix había iniciado una cuenta regresiva con AREA21, anunciando el primer sencillo del álbum titulado "La La La". Este siendo lanzado el 9 de abril.
En el mes de mayo, Garrix lanzó una colaboración el 14 de mayo con Bono y The Edge para la EURO 2020 titulada como "We Are The People". Días después, el 21 de mayo lanzó otro sencillo bajo el alias de AREA21 titulado como "Pogo", siendo este el segundo sencillo del álbum debut.
El 18 de junio, Garrix lanzó dos canciones, el primero era un remix de su canción "We Are The People" y el segundo, su tercer sencillo para el álbum de AREA21 titulado como "Mona Lisa". Además, anunció que volvería a los festivales.
El 6 de agosto, Garrix lanzó una colaboración con el rapero estadounidense G-Eazy y la cantante y compositora Sasha Sloan.
"Love Runs Out". Para el 27 de agosto, lanzó el cuarto sencillo del álbum debut de AREA21 titulado como "Lovin` Every Minute".
En el mes de septiembre lanzó el quinto sencillo del álbum debut de AREA21 llamado "Followers" el 16 de septiembre.
2022: Su primer álbum orientado a Clubs/Festivales titulado Sentio.
El 27 de marzo, Garrix publica la primera canción de Sentio titulada "Follow" en colaboración con Zedd.
Una semana después. El 1 de abril publica la segunda canción de Sentio titulada "Limitless" junto a Mesto.

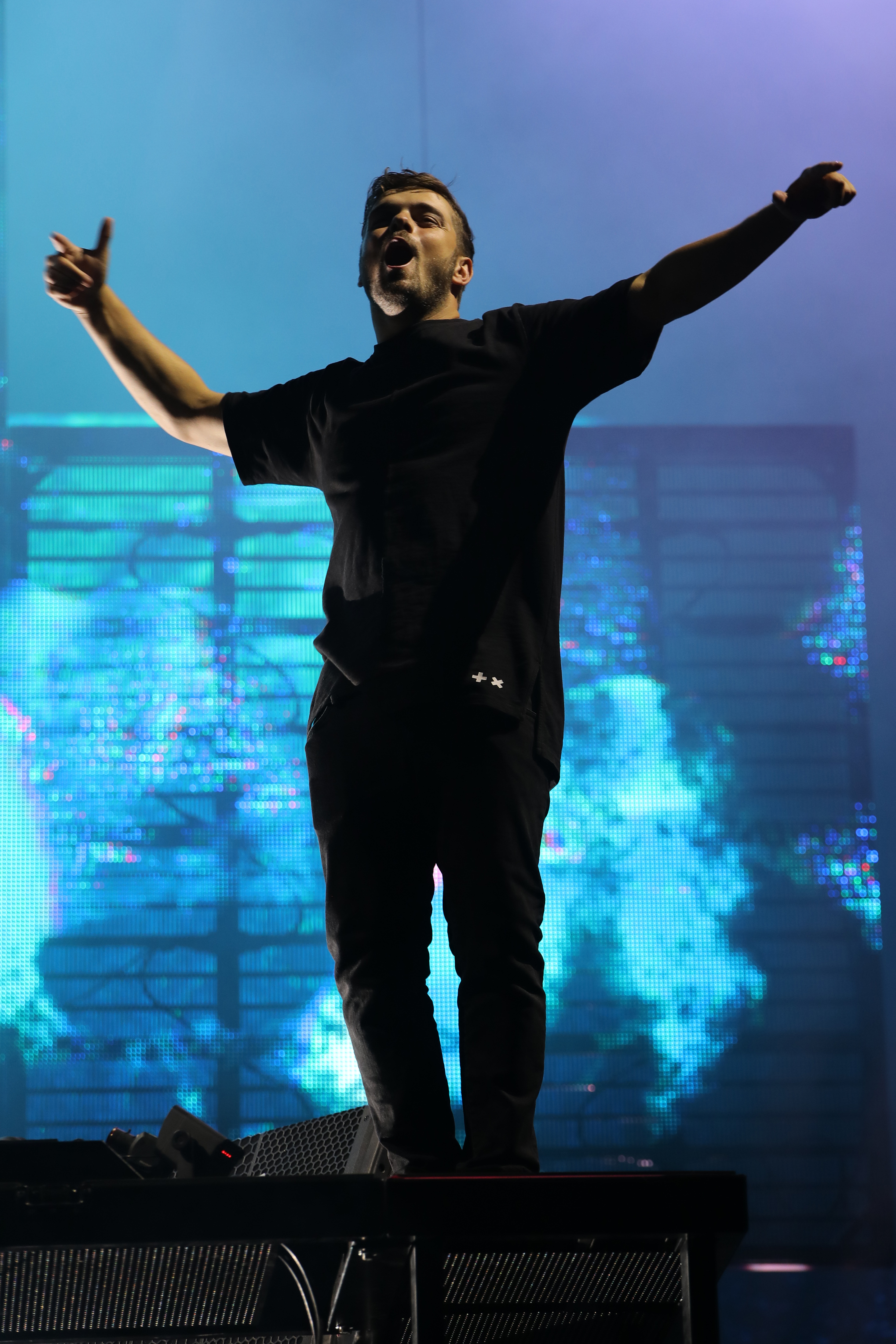
Southside Festival, 2022.

El 5 de abril publica la tercera canción de Sentio titulada "Reboot" en colaboración con Vluarr.
El 8 de abril publica la cuarta canción de Sentio titulada "Quantum" nuevamente colabora con Brooks.
El 12 de abril publica la quinta canción de Sentio titulada "Good Morning " nuevamente colabora con Matisse & Sadko
El 15 de abril publica la sexta canción de Sentio titulada "Starlight (Keep Me Afloat)" en colaboración con DubVision y Shaun Farrugia.
El 19 de abril publica la séptima canción de Sentio titulada "Funk" nuevamente colabora con Julian Jordan.
El 22 de abril publica la octava canción de Sentio titulada "Find You" nuevamente colabora con Justin Mylo y Dewain Whitmore.
El 26 de abril publica la novena y antepenúltima canción de Sentio titulada "Aurora" nuevamente en colaboración con Blinders.
El 29 de abril finaliza el álbum con dos canciones tituladas "Oxygen" nuevamente colabora con DubVision y por primera vez colabora con Jordan Grace.
Y la otra canción titulada "If We'll Ever Be Remembered" nuevamente colabora con Shaun Farrugia.
El 15 de julio de 2022, Martin Garrix publica un nuevo sencillo, una colaboración con el DJ y productor estadounidense DallasK titulado Loop, en el que la voz la ponía la cantante Sasha Alex Sloan. Este tema se pudo escuchar por primera vez durante la presentación que Garrix realizó en el Ultra Music Festival a principios del mismo año.
Sencillos:
El 15 de julio colabora con DallasK y Sasha Alex Sloan para la canción "Loop"

## Ranking DJ Mag
| DJ            | 2013 | 2014 | 2015 | 2016 | 2017 | 2018 | 2019 | 2020 | 2021 | 2022 | 2023 | 2024 |
| ------------- | ---- | ---- | ---- | ---- | ---- | ---- | ---- | ---- | ---- | ---- | ---- | ---- |
| Martin Garrix | 40.º | 4°   | 3º   | 1°   | 1°   | 1°   | 2°   | 3º   | 2°   | 1°   | 3º   | 1°   |

En el año 2013, Martin Garrix ingresó directamente al puesto #40 en la lista Top 100 DJs de la revista DJ Mag, convirtiéndose de esta forma en el DJ más joven dentro del famoso ranking. En 2014, Garrix se posicionó en la cuarta posición de la encuesta, ascendiendo treinta y seis puestos con respecto al año anterior. En 2015 ocupó el tercer lugar por detrás de Hardwell y el dúo Dimitri Vegas & Like Mike.
En 2016, 2017 y 2018 ganó el primer lugar quedando delante del dúo Dimitri Vegas & Like Mike. En 2019, descendió al segundo lugar dejando al dúo Dimitri Vegas & Like Mike en primera posición. En 2020 obtuvo el tercer puesto. En 2021, obtuvo el segundo puesto. En 2022, obtuvo el primer puesto quedando por delante de David Guetta. En 2023, obtuvo el tercer puesto quedando por detrás de Dimitri Vegas & Like Mike y David Guetta. En 2024, obtuvo el primer puesto quedando por delante de David Guetta.

## Ranking 101 DJs 1001 Tracklist
| Productor     | 2016 | 2017 | 2018 | 2019 | 2022 | 2023 |
| ------------- | ---- | ---- | ---- | ---- | ---- | ---- |
| Martin Garrix | 21°  | 18°  | 9°   | 13°  | 14°  | 73°  |

## Discografía
| Año                                                                                 | Detalles del EP | Posicionamiento en listas | Posicionamiento en listas | Ref.   |
| Año                                                                                 | Detalles del EP | EUA                       | ESP                       |        |
| ----------------------------------------------------------------------------------- | --- | ------------------------- | ------------------------- | ------ |
| 2014                                                                                | Gold Skies - Publicación: 1 de julio de 2014 - Sello discográfico: Casablanca Records, Spinnin' Records, School Boy Records | 171                       | -                         | [ 87 ] |
| 2015                                                                                | Break Through the Silence (vs. Matisse & Sadko) - Publicación: 27 de julio de 2015 - Sello discográfico: Spinnin' Records   | -                         | -                         | [ 88 ] |
| 2016                                                                                | Seven - Publicación: 28 de octubre de 2016 - Sello discográfico: STMPD RCRDS, Epic Records, Sony Music Entertainment        | -                         | -                         | [ 89 ] |
| 2018                                                                                | BYLAW - Publicación: 19 de octubre de 2018 - Sello discográfico: STMPD RCRDS, Sony Music Entertainment                      | -                         | -                         | [ 90 ] |
| 2024                                                                                | IDEM - Publicación: 8 de marzo de 2024 - Sello discográfico: STMPD RCRDS                                                    | [ 91 ]                    | -                         |        |
| «—» denota una publicación que no entró en las listas o que el dato es desconocido. | |                           |                           |        |

## Filmografía
| Título          | Año  | Papel    | Notas                                 | Ref.   |
| --------------- | ---- | -------- | ------------------------------------- | ------ |
| NCIS: Ibiza     | 2015 | él mismo | Corto de humor en la web Funny or Die | [ 92 ] |
| The Ride        | 2016 | él mismo | Documental de MTV                     | [ 93 ] |
| What We Started | 2017 | él mismo | Documental                            | [ 94 ] |